# Katja Poulsen
Katja Poulsen, född 10 december 1976, är en dansk bågskytt. Hon deltog vid olympiska sommarspelen 2000.